# الجلد الأمريكي (فلم)
الجلد الأمريكي (بالإنجليزية: American Skin) فيلم درامي أمريكي لعام 2019 من تأليف وإخراج نيت باركر. تمثيل النجوم نيت باركر، وعمري هاردويك، وثيو روسي  وتدور الأحداث حول أحد المحاربين القدامى الذي يعمل حارس مدرسة يقرر أن يتصرف بنفسه بعد مقتل ابنه على يد ضابط شرطة. عرض الفيلم لأول مرة في مهرجان البندقية السينمائي في 1 سبتمبر 2019، وصدر في الولايات المتحدة في 15 يناير 2021، وفي  مصر 21 سبتمبر 2019 (مهرجان الجونة السينمائي)، وعرض في فرنسا 9 سبتمبر 2019 (مهرجان دوفيل السينمائي).

## طاقم التمثيل
نيت باركر: في دور لينكولن جيفرسون
عمري هاردويك: في دور عمر سكوت
لاري سوليفان: في دور كلاي دواير
ثيو روسي: في دور الضابط دومينيك رييس
بو كناب: في دور الضابط مايك راندال
ريان ملكاي: في دور الضابط هولاندر
توني اسبينوزا: في دور كازاني جيفرسون
مايكل وارين: في دور ملفين
شين بول ماكغي: في دور جوردين كينج
ميلاونا جاكسون: في دور تاينا جيفرسون
سييرا كابري: في دور كاي
إيفان دودج: في دور جيمس راندال
ميشيل ميراكل: في دور جانيت
برايتون شاربينو: في دور ميغان
بالاشتراك مع: آنالين ماكورد - مو مكراي

## ملخص أحداث الفيلم
يتوقف لينكولن جيفرسون (نيت باركر) في الثالث من يوليو 2017، على جانب الطريق بعد اصطحاب ابنه، كازاني (توني اسبينوزا) من منزل أحد الأصدقاء، حيث قام الضابط مايك راندال (بو كناب) والضابط هولاندر (ريان ملكاي) بإيقاف سيارته، بزعم أنها تجاوزت السرعة، وبسبب بطاقة تأمين منتهية الصلاحية، يطُلب من لينكولن الخروج من السيارة، ويبدأ الموقف في التصعيد، والابن كيجاني البالغ من العمر 14 عامًا يقوم بتسجيل الموقف. يقرر الضابط راندال سحب بندقيته، لأنه شعر بالتهديد. لم يكن كيجاني سريعًا في الامتثال للخروج من السيارة أو وضع هاتفه بعيدًا، لذلك يتم إطلاق النار على كيجاني عدة مرات.
تجري الاستعدادات لمحاكمة الضابط راندال، ويقرر شاب يدعى جوردين كينج (شين بول ماكغي) عمل فيلم وثائقي عن القضية. يتم تبرئة الضابط. يشعر لينك وعائلته يظلم شديد عندما لا يواجه الضابط راندال أي اتهامات، وبالتالي، يقوم لينك، وهو جندي سابق في البحرية، بجمع بعض الأصدقاء وإجبار جوردين وطاقم تصويره، في 10 نوفمبر 2018، على الانضمام إليهم أثناء توليهم إدارة قسم شرطة سان فاسيلو.

## استقبال الفيلم
منح موقع «الطماطم الفاسدة» الفيلم تقييماً مقداره 35% بناءاً على آراء 18 ناقداً.
منح موقع «ميتاكريتيك» الفيلم تقييماً مقداره 24% بناءاً على آراء 10 تقاد.
وصف ديفيد إيرليش من «إندي واير» الفيلم بأنه «مثل تقاطع بين فرانك كابرا وتومي ويسو» وذكر أنه «سيئ جدًا لدرجة أنه يستحق الإلغاء لأسباب فنية فقط»، مما يمنحه درجة (D). أثار زان بروكس في صحيفة الغارديان القضية المتعلقة بتبرئة المخرج نيت باركر، السابقة المثيرة للجدل، من جريمة اغتصاب عندما كان طالبًا في جامعة ولاية بنسلفانيا، ووجد الفيلم «متجمد، حاد للغاية ومغطى بعباءة كثيفة من الرثاء على الذات لدرجة أن القصة تصبح ذاتية الخدمة بشكل مقلق».
أثار جاستن تشانغ من صحيفة لوس انجليس تايمز قضية الجدل الدائر حول أفلام باركر ورومان بولانسكي التي عُرضت في مهرجان البندقية السينمائي وفي مقالته وصف فيلم الجلد الأمريكي بأنه «نسخة غير متقنة من الفيلم». تناول باركر جدل الاغتصاب السابق له خلال مؤتمر صحفي بمهرجان البندقية، قائلاً إن «رده خلال تلك الفترة ترك الكثير من الناس محبطين وغضب الكثير من الناس وأنا أعتذر لهم، وأنا ما زلت أتعلم». كتب ألونسو دورالدي من الموقع الاخباري «الراب»: «فيلم ثقيل وعنيف ويأخذ قضية معاصرة ملحة ويسطحها تحت نوعين يبدو أن الكاتب والمخرج غير مجهزين للتعامل معهما - الدراما الساخرة ودراما قاعة المحكمة»، مضيفًا أن«هناك بالتأكيد فكرة لفيلم هنا، لكنها فكرة يتم تقويضها عند كل منعطف تقريبًا، من نصوص باركر التي يتحدث عنها نص باركر في أفواه معظم الشخصيات (بما في ذلك رجال الشرطة والمدانين على حد سواء) إلى التخلي الدوري للفيلم عن وسيلة التحايل على لقطات الطلاب».
حاز الفيلم على جائزة أفضل فيلم في قسم (سكونفيني) بمهرجان البندقية السينمائي، ليصبح أول فيلم أمريكي يعتمد على موضوع الظلم العنصري يفوز بالجائزة.

## وصلات خارجية
- مقالات تستعمل روابط فنية بلا صلة مع ويكي بيانات
- الجلد الأمريكي على ليتربوكسد